# La smorfia napoletana
La smorfia napoletana è una sorta di "dizionario" in cui a ciascun vocabolo (persona, oggetto, azione, situazione, ecc.) corrisponde un numero da giocare al Lotto.  L'origine del termine è incerta, ma la spiegazione più frequente è che sia legata al nome di Morfeo, il dio del sonno nell'antica Grecia, in quanto è d'uso tradurre in "giocata" la descrizione di un sogno (ma a volte anche situazioni reali che hanno attratto l'attenzione popolare).  La smorfia è tradizionalmente legata alla città di Napoli, che ha una lunga tradizione nei confronti del gioco del lotto, ma esiste un gran numero di smorfie locali legate ad altre città.
La smorfia napoletana ha avuto un'influenza significativa sulla cultura e l'arte italiana, trovando posto in letteratura, cinema e teatro; essa rappresenta più di un semplice gioco di numeri, riflette la cultura, le superstizioni, l'umorismo e le tradizioni di Napoli e del popolo napoletano.

## Rappresentazioni grafiche
Il celebre pittore spagnolo Pedro Cano ha realizzato un'opera ad acquerello sulla smorfia napoletana all'interno della serie 9 Mediterrani, in cui si possono trovare 90 rappresentazioni grafiche che corrispondono a quei numeri, nel contesto della sua personale interpretazione. Sono stati esposti sia al MAN che all'aeroporto di Napoli-Capodichino.

## A
- Abaco 48
- Abate-ti 38,33
  - in aeroplano 27
  - che amoreggia 83
  - ammalato 27
- Abazia 53,84
- Abbellimento 47
- Abbonamento 11
- Abbondanza 2
- Abisso 4
- Abito 38
  - da lutto 37
  - da militare 40
  - da prete 56
  - da teatro 27
  - di velluto 36
- Accademia 76
  - di arti 32
  - di scienza 50
- Accidente 34,82
- Acciuffare 78
- Accusati 27
- Accusatori 25
- Aceto Bianco 8,83
  - Rosso 17,38
- Acqua 39,40
  - calda 27
  - chiara 14,26
  - corrente 45
  - stagnante 90
- Acquisto 18
- Additare 4
- Addobbare 58
- Addolorarsi 89
- Addormentarsi 4
- Adirarsi 6
- Adozione 6
- Adulazione 11
- Adultera 4,89
- Adulterio 34
- Affamato 29,74
- Affanno 3
- Affari (fare) 16,38
- Affettare 54
  - pane 89
  - salame 66
- Affetto 69
- Affitto 51
- Affogare 2
- Affondamento 50
- Aghi da cucire 1
  - d'oro 1,90
- Aglio 37,40
- Agnelli 12,53
- Agricoltore 35
- Agrumi 41
- Ala 76
- Alba 5,52
- Albergatore 5,24
- Albergo 30
- Alberi 10,40
  - con frutti 11,45
  - fioriti 11,65
  - di nave 48
- Albicocco 61
- Alici 17,41
- Allarme 4,33
- Allattare 13
- Allegri 39,72
- Allievo 1
- Allodole 27
- Alloggio 4,29
- Allontanare 23
- Alloro 90
- Alpe 20
- Altare 56
- Alveare 55,75
- Amante fedele 55
  - infedele 14,77
- Amanti 13,63
- Amare 26
- Amareggiare 20
- Amarezza 16
- Ambasciata 19
- Ambasciatore 38
- Ambiente 84
- Ametista 15
- Amici 1,11
- Amicizia rifatta 17
- Amico 37,30
- Amido 5,36
- Ammalati 37
- Ammalato 26,32
- Ammazzare 57
- Ammenda 3
- Ammirare 2
- Ammobiliare 58
- Amnistia 20
- Amo da pesca 23
- Amore 2,6
- Amorosa 78
- Amoroso 27,63
- Ampolla 19
- Ancora 53
- Andare 46
  - a letto 32,67
- Anelli 26,36
  - anello d'oro 10,29
  - qualunque 26
- Angelo 7,50
- Anguilla 50
- Anguille 75,77
- Animale 22,86
- Anitra 17,72
- Annegare 2
- Annegato 88
- Anni di Cristo 33
- Anno bisestile 20
- Annodare 80
- Ano 40
- Antenna 39
- Antichità 10
- Antiquario 6
- Ape (sola) 34,86
- Api 3,80
- Apparecchio 29
- Apparizione 47,69
- Appartamento 18
- Aprire 8
- Aquila 11,21
  - aquile 33
- Arancio 8
- Arare 40,69
- Aratro 3
- Architetto 1,28
- Architettura 55,77
- Architrave 32,40
- Archivio 77
- Arco 35,39
  - trionfale 13
- Arcobaleno 44,45
- Arena 22,26
- Argenteria 5,53
- Argento 24,47
  - vivo 35,64
- Argilla 28,66
- Aria 16
- Aringhe salate 79
- Arlecchino 18
- Armadio 50
  - con roba 45
- Armatura 83
- Armento 89
- Armi 63
- Arpa 18,64
- Arpioni 1,12
- Arredi sacri 60
- Arrostire 63
- Arrosto 1,18
- Arrotino 25
- Arsenale 81,82
- Artefice 80
- Arteria 69
- Artiglieria 18
- Artista 81
- Ascia 27
- Asilo 36,39
- Asino 3,23
  - molti 67
- Assassinio 44,78
- Asse 60
- Assedio 15
- Assorbente 57
- Astuccio 66
- Atrio 9
- Attenzione 6
- Attingere 90
- Attore 27
- Attrice 34
- Augurio 36
- Aurora 29,32
- Automobile 68
- Autunno 15
- Avarizia 22
- Avaro 99
- Avena 20
- Avorio 34
- Avvocato 20,31
- Avvoltoio 54
- Azzurro 43,78

## B
- Baccalà 77
- Baccanale 30
- Bacchetta 55
- Bachi da seta 35
- Baciare 36,76
  - la mano 77
- Badile 50
- Bagaglio 74
- Bagno 16
  - caldo 17
  - freddo 66
- Baionetta 6
- Balcone 50,54
  - affacciarsi 51
  - con vasi 69
- Baldacchino 6
- Balena 49,83
- Balia 18,44
  - con bambini 88
- Ballare 14,19
- Ballerina 8,30
- Ballerini 19,36
- Ballo 14,40
  - parato 47
- Balocchi 52
- Balsamo 33,88
- Bambini 11,20
- Bambino 1,15
- Bambola 65
- Banca 70,90
- Banchiere 79
- Banco 41,47
- Banda di soldati 23
  - musicale 27
- Bandito 65
- Banditore 79
- Bando, editto 65
- Bandoliera 70
- Bara 11,17
  - con morto 84
  - vuota 4
- Baracca 55,63,77
- Barba 11,37
- Barbabietola 13
- Barbiere 11,14
- Barbuto 59
- Barca 17,47
- Barcaioli 29
- Barcaiolo 17,71
- Barconi 88
- Bardare 2
- Bardatura 12
- Barella 4,16
- Barile 14
  - pieno 77
  - tanti 20,23
- Barlume 82
- Baro 50
- Baroccio 56
  - carico 69
- Barometro 48
- Barone 17
- Baronessa 30
- Baroni o malviventi 70
- Basilica 70
- Basilico (erba) 87
- Bastimento 52
  - in mare 33
  - da guerra 72
- Bastioni 55
- Battaglia 29,77
  - navale 26
- Battello 76,78
- Battesimo 1
- Batticarne 69
- Battistero 2,85
- Baule 14
- Beccacce 73
- Becco d'animale 60
- Belare 2
- Bella 6,45
- Bello 9,47
- Bel tempo 33,77
- Belvedere 34,44
- Benda 10,44
- Bendato 15
- Benedettino 15
- Benedizione 22,83
- Benefattore 63
- Bere 24
  - acqua 35
  - caffè 53
  - cioccolata 83
  - liquori 42
  - vino 62
- Beretta 39
  - da prete 62
- Bergamotto 69
- Berlina 71,83
- Bernoccolo 49
- Bersaglio 58
- Bestemmiatore 53
- Bestia 10,30
- Bestie 33
- Bevanda 16
- Bevitore 68
- Biada 14,77
- Biancheria 43,63
- Bianco 10,26
- Biblioteca 11
- Bibliotecario 83
- Bicchieri 89
  - d'argento 84
  - di vetro 44,55
  - lavare 5
- Bidello 32
- Bietole 51,65
- Biglietto 39,49
  - di teatro 57
  - da visita 86
  - di lotteria 27,44
- Bilancia 57,82
- Bionda 89
- Biondo 10
- Birra 77
- Bisca 17
- Biscazziere 26
- Biscia 84,79
- Biscotti 12,16
- Bisonte 83
- Bivio 45
- Blu (colore) 29
- Bocca 15,80
  - fresca 4
- Boccale 70
  - tanti 76,88
- Boccia 2,20
- Boia 1,4
- Bollare 85
- Bolletta 20
- Bollo 88
- Bollore 69
- Bomba 48,79
- Bordello 81
- Borgo 60,69
- Borsa 14
  - piena 13,19
  - vuota 14
- Borsaiuolo 5,50
- Borsellino 69
- Bosco 39
  - con ladri 28,89
- Botte 3,13
  - vuota 3
  - piena 55
- Bottega 35,90
- Bottegaio 46
- Bottiglia 57,64
- Bottino 59
- Bottoni 5,81
  - di metallo 51
  - d'oro 35,69
- Bove 12,46
  - infuriato 56
- Bovi 11
  - bianchi 64
  - dormenti 54
  - neri 64,74
- Bozzoli da seta 9
- Braccia 66
  - in croce 88
- Braccialetto 61
  - d'oro 16
- Braccio 73
- Branda 3
- Bretelle 12
- Brigadiere 2
- Briglia 79
- Brillanti 17
- Brocca 14
  - di terra 79
  - di metallo 42,80
- Broccoli 9,65
- Brodo 62
- Brontolone 76
- Bronzo 12
- Bruciare 36,64
- Buca 40,44
- Bucare 20
- Buccia 15
- Buchi 11,56
- Bufera 23
- Buffoni 41
- Bugiardo 65
- Buio 30,88
- Burattini 65,69
- Burrasca 63
- Burro 31,64
- Bussola 73

## D
- Dadi 9,59
- Daino 90
- Dama 28
  - da giuoco 17,22
- Danaro 26
- Danno 22
- Danza 25
- Danzatore 69
- Dattilografia 20
- Davanzale 2
- Dea 37
- Debito 69
  - debitore 20
- Debolezza 11
- Debutto 61
- Decapitazione 45
- Decappottabile 20
- Decenza 10
- Decollare 13
- Decorare 8
- Decrepito 88
- Dedicare 15
- Deformazione 27
- Defunto 12
- Degenerato 40
- Deglutire 26
- Degradamento 88
- Delfino 15
- Delinquente 90
- Delirio 11
- Delitto 7
- Demolire 83
- Dente 35
- Dentista 37
- Dentifricio 48
- Dentiera 32
- Denudarsi 21
- Denuncia 32
- Depilarsi 63
  - depilare 63
- Depressione 20
- Deretano 16
- Deridere 84
- Derubare 8
- Desiderare 35
- Despota 20
- Detective 20
- Detersivo 22
- Dettaglio 1
- Dettatura 63
- Diagramma 29
- Dialetto 25
- Dialogare 26
- Diamante 29
- Diario 11
- Diarrea 59
- Diavolo 77
  - demone 77
  - diavoletti 77
- Dieta 77
- Diffamatore 55
- Difficoltà 59
- Digerire 13
- Digiunare 33
- Dilemma 12
- Diluvio 90
- Dimagrito 1
- Dimenticanza 82
- Dinosauro 10
- Dio 90
- Diploma 81
- Direzione 25
- Diritto 18
- Diroccato 2
- Disabitato 63
- Discesa 20
- Disco 86
- Discoteca 64
- Discutere 20
- Disegnare 56
- Disgusto 13
- Disinfettare 47
- Disobbedire 25
- Disoccupato 24
- Disonore 73
- Disordine 15
- Disorientato 4
- Disperazione 89
- Dissanguarsi 63
- Dissetarsi 31
- Distante 70
  - distanza 70
- Disturbare 42
  - disturbatore 42
- Ditale 66
- Dito 1
- Dittatore 41
- Diuresi 20
- Divano 60
- Divertimento 33
- Divieto 51
- Doccia 13
- Dolce 20
- Dollaro 7
- Dolore 3
- Domatore 46
- Donna 21
- Dono 8
- Doppio 2
- Dormire 32
- Drago 34
- Drappeggio 50
- Dromedario 60
- Duello 27
- Duomo 84
- Duro 31

## E
- Ebanista 28,48
- Ebano 78,88
- Eclisse di Sole 9,25
  - di Luna 19,81
- Edera 79
- Edificio 29
- Effeminato 22
- Effigie 36
- Elefante 22
- Elemosina 17,26
- Elettori 66
- Elezione 68
- Elmo 10,26
- Emicrania 37
- Emisfero 59
- Emorroidi 79
- Emulazione 27
- Enormità 31
- Entrata 19
- Epidemia 64
- Epilettico 44
- Epitaffio 81
- Equipaggio 4,12
- Erario 60
- Erbe 11,65
- Erede, eredità 90
- Eremità 47.77
- Ermellino 28
- Eroe ed eroico 39
- Errore 38
- Esame 8
- Esaminatore 44
- Esasperazione 82
- Esattore 21,27
- Esca 46
- Escremento 54
- Esecuzione 40
- Esequie 62
- Esercito 9
- Esigere 71,89
- Esilio 56
- Esofago 32
- Esorcizzare 1,14
- Esortazione 7
- Esperienza 19
- Esploratore 63
- Espugnare 85
- Estasi 56
- Estate 32,33
- Eternità 90
- Etichetta 17,71
- Eunuco 87
- Evacuare 49,66
- Evviva 49,60

## F
- Fabbrica 5,12
- Fabbricato 11
- Fabbro 24
- Faccia 8
- Facciata 45
- Fachiro 25
- Fagiano 20
- Fagiolo 43
- Falce 45
- Falciare 45
- Falegname 56
- Falco 1
- Fallire 10
- Fallo 9
- Falò 50
- Falsario 25
- Falso 21
- Fame 68
- Famiglia 54
- Fanale 50
- Fanciullo 70
- Fanfara 55
- Fantasma 9
- Fante 27
- Fantino 26
- Faretra 83
- Farfalla 31
- Farina 82
- Farmacia 14
- Farmacista 71
- Fasciare 81
- Fascista 89
- Fastosità 89
- Fata 9
- Faticare 17
- Fattoria 46
- Fattorino 19
- Fattucchiera 89
- Fauci 4
- Fava 78
- Favilla 84
- Favore 31
- Fazzoletto 70
- Fede 4
- Fede d'oro 87
- Fede religiosa 51
- Fessura 6
- Festa 20
- Fetta (torta) 2
- Fiabesco 31
- Fiammifero 18
- Fiamma 80
- Fianco 7
- Fiato 12
- Fico 36
- Fidanzarsi 50
- Fidanzato/a 16
- Fieno 42,35
- Fienile 42,35
- Figlio/a 60
- Fila 49
- Filare 30
- Filiforme 24
- Filmare 47
- Filo 1
- Filosofo 48
- Filtrare 72
- Finanziare 42,44
- Finestra 60
- Fiore 40
  - fiorito 80
- Firma 15,80
  - firmare 15,80
- Fisarmonica 55
- Fischiare 55
- Fischietto 77
- Fiume 20
- Fiutare 37
- Flauto 77
- Flessibile 22,67
- Flipper 31
- Flirt 24
- Fluido 65
- Foglia 42
- Foglio 8
- Folla 30
- Fondere 24
- Fontana 76
- Forbici 82
- Forca 39
- Forchetta 31
- Foresta 74
- Forfora 26
- Formaggio 45
- Formica 18
  - formiche 18
- Formicolio 56
- Formosa 5
- Fornaio 20
- Fornello 19
- Forno 40
- Foro 55,65
- Fortezza 45
- Forza 30
- Foschia 61
- Fossa 5
- Fotografare 18,49
  - fotografia 18,49
  - fotografo 89
- Foulard 70
- Fragola 10
- Francobollo 80
- Frate 37
- Fratello 89
- Freccia 83
- Frenare 19
- Freno 20
- Fresco 60
- Friggere 86
- Frigorifero 9
- Frizzante 46
- Fronte 84
- Frusta 50,30
- Frutta 14
- Fucilazione 60
- Fucile 83
- Fuga 37
- Fulmine 66
- Fumare 49
- Fumo 78
- Funerale 16
- Fungo 43
- Fuoco 8
- Furto 70
- Futuro 51

## G
- Gabbare 78
- Gabbia 31,82
  - con grillo 37
  - con uccelli 6,86
  - con polli 27
  - con fiera 25
  - con piccioni 6
  - rotta 3
  - nuova 58
- Gabbiano 81
- Gabella 60
- Gabellare 9
- Gabelliere 67
  - gentile 17
  - sgarbato 58
  - che perquisisce 5
  - prepotente 18
- Gabinetto 73
  - chimico 64
- Gaggia (fiore) 38
- Gagliarda 74
- Gagliardo 2
- Gaiezza 22
- Gala 52
- Galante 3
- Galanteria 41
- Galantuomo 24
- Galea (nave) 7
- Galeotto 60
- Galera (carcere) 1
- Gallare 57
- Galleggiamento 59
- Galleggiante 66
- Galleggiare 25
- Galleria 39
  - di quadri 26
  - di ferrovia o tunnel 53
  - d'arazzi 14
- Galletto 27
  - arrosto 28
  - che canta 37
- Gallina 57
  - morta 81
  - padovana 66
  - spennata 20
  - cotta 5
  - lessata 90
  - che becca 22
  - che fa l'uovo 74
  - coi pulcini 12
  - che mangia 35
  - che cova 85
  - che canta 8
  - col gallo 3
- Gallo 45
  - che canta 38
  - che becca 45
  - che mangia 13
  - con gallina 56
  - morto 88
  - arrosto 16
  - lessato 34
  - padovano 68
- Gallonare 20
  - pantaloni 18
  - uniformi 84
  - livree 33
  - cappelli 21
- Gallone 22
  - d'argento 40
  - d'oro 39
  - di seta 88
  - falso 35
  - di lana 38
  - di cotone 48
  - bianco 65
  - blu 9
  - giallo 18
  - rosso 3
  - nero 34
  - turchino 16
  - verde 5
- Galoppare 39
- Galoppata 45
- Galoppo 69
- Gamba 50,3
  - storta 77
  - gonfia 79
  - tagliata 65
  - malata 30
  - fasciata 37
  - di legno 41
  - rotta 9
  - storpia 69
  - grossa 74
  - fratturata 67
  - di morto 18
  - di donna 39
  - di bue 20
  - di uomo 5
  - di vitello 27
  - di cavallo 17
  - di asino 33
  - di belva 41
  - di cane 56
  - di gatto 34
  - di scimmia 87
- Gambe delle donne 77
- Gambero 14
  - cotto 48
  - rosso 39
- Gambetta 56
- Gambo 3
- Ganascia 5
- Gara 19,65
- Garantire 53
- Garanzia 90
  - chiesta 25
- Garbare 26
- Garbo 8
- Garbuglio 36
- Gareggiare 45
- Gargarismo 14
- Garofano (fiore) 3
- Garzone 44
  - d'osteria 44
  - ladro 51
  - morto 26
  - scacciato 69
  - di fabbro 48
  - di fattore 52
  - di vinaio 24
  - di fornaio 17
- Gas 49
  - liquido 48
  - infiammabile 12
  - aeriforme 3
- Gasometro 81
- Gastronomia 16
- Gatta 46
  - bianca 31
  - arrabbiata 45
  - caduta 26
  - malata 74
  - ladra 51
  - nera 36
  - bigia 4
  - morta 15
  - sui tetti 27
  - rossa 3
  - che dorme 14
  - che miagola 72
  - che partorisce 8
  - che mangia 89
  - che allatta 4
  - che graffia cani 74
  - che cattura topi 18
  - che graffia gente 78
  - che sta in agguato 22
  - coi gattini 11
- Gatto 3,66
  - che miagola 72
  - che mangia 42
  - che dorme 14
  - che graffia 29
  - che guarda 52
  - soriano 56
  - ammalato 48
  - ucciso 26
  - castrato 14
  - nero 17
  - bianco 25
  - rosso 81
  - arrabbiato 47
  - ladro 20
  - sui tetti 12
  - caduto dai tetti 7
  - morto 27
  - con topo 31
  - con gatta 44
  - che gioca 10
- Gattini 11
  - che giocano 8
  - che poppano il latte 28
  - che miagolano 3
  - morti 3
- Gattone 87
- Gaudio 6
- Gavetta 85
- Gazza 51
  - ladra 68
  - che becca 36
  - che mangia 87
- Gazzella 2
- Gazzetta (giornale) 22
  - di Roma 60
  - di Genova 61
  - di Torino 39
  - di Napoli 66
  - di Milano 21
  - di Venezia 12
  - di Bologna 58
  - di Firenze 84
  - d'Italia 70
  - del popolo 5
- Gazzettino 33
- Gelare 56
- Gelatina 3
- Gelato 17
  - al caffè 18
  - al limone 27
  - alla crema 40
  - al ribes 85
  - alle fragole 74
  - al lampone 75
  - alla vaniglia 90
  - al cioccolato 43
  - al pistacchio 56
  - all'ananas 36
  - all'albicocca 8
  - alla pesca 87
  - al torroncino 8
- Gelo 71
- Gelone 13
  - ai piedi 29
  - alle mani 75
  - alle orecchie 46,5
- Gelosa 54
  - che piange 30
  - che si dispera 4
  - arrabbiata 77
  - inquieta 24
- Gelosia 32
- Geloso 44
  - sospettoso 19
  - inquieto 39
  - che sfida 18
  - che uccide 14
  - che alterca 15
  - arrabbiato 81
  - che si dispera 4
  - che piange 76
- Gelso 73
  - secco 12
  - sfondato 48
  - con foglie 85
- Gelsomino (pianta) 29
  - fiore 12
- Gemello 27
- Gemere 3
- Gemito 88
- Gemma 8
  - preziosa 76
  - legata in oro 51
  - in argento 29
  - perduta 8
  - ritrovata 76
  - rubata 67
- Gemmaio 34
- Gendarme 4,23
  - ferito 76
  - fuggito 23
  - morto 47
  - a cavallo 24
  - a piedi 11
  - ucciso 3
  - in prigione 41
  - in guardia 70
  - in teatro 43
  - in marcia 9
  - in pattuglia 86
  - che si batte 55
  - che arresta 26
  - con donne 8
  - con compagni 7
  - con condannati 40
- Genealogia 55
- Generalato 11
- Grande Fratello 47

## I
- Idiota 89
- Idolo 69
- Ignorante 28
- Imbacuccato 80
- Imbandire 90
- Imbarcazione 7
- Imbavagliare 71
- Imbecille 19
- Imbottigliare 20
- Imbottire 46
- Imbroglio 11
- Immagine 60
- Immobile 66
- Immortale 1
- Impaurito 68
- Impertinente 23
- Impiastrare 6
- Impiccare 11,14
- Impiccato 5,39
- Impiegato 89
- Impostore 64
- Impotente 71,78
- Imprecazione 21
- Impresario 1
- Improvvisare 5
- Imprudenza 59
- Inappetenza 75
- Inasprire 79
- Incantesimo 46,90
- Incatenare un cane 62
  - gente 34
- Incendio 4,8,14,61
- Incenerito 77
- Incenso 61,81
- Inchino 7
- Inchiodare 45
- Inchiostro 29,83
- Incidere 28
- Incinta 50, 89
- Incipriarsi 43
- Incollare 21
- Incoronazione 55
- Incudine 66
- Indaco 78,88
- Indagare 33
- Indebitato 10
- Indemoniato 55
- Indicare 4
- Indigestione 9
- Indipendenza 56
- Indovinello 46
- Indovino 36
- Infamare 62
- Infame 86
- Infarinare 74
  - frittura 39
- Infelice 25
- Infermiera 16
- Infermiere 11
- Infermità 19
- Infermo 46
- Inferocito 65
- Inferriata 86
- Infiammazione 4
- Infilzare 26
- Infornare 87
- Infuriato 88
- Inganno 44
- Ingegnere 73,79
- Inginocchiarsi 90
- Ingiuria 2,16
- Ingordo 7
- Ingrato 49
- Ingresso 1
- Innaffiare 53
- Innaffiatoio 64
- Innamorata 46
- Innamorato 80
- Innestare 85
- Innocente 41
  - condannato 69
- Inondazione 62
- Inquietudine 10,90
- Insalata 12,18
- Insanguinato 80
- Insegnare 8
- Inseguire 8
- Insetto 48,62,73
- Insulto 14
- Insurrezione 4,16
- Intagliare 20
- Interprete 33
- Intimare 66
- Intimorire 51
- Intingolo 29
- Intirizzito 83
- Intonacare 12
- Intrigo d'amore 27
  - d'affari 19
- Invalido 36
- Invasato 2
- Invasione 70
- Invecchiare 13
- Inveire 54
- Inventario 41
- Inventore e Invenzione 24
- Inverno 85
- Inveriata 66
- Inviare 68
- Invidia 27,40
- Invidioso 48
- Invitare 87
- Invito (ricevere) 76
- Invocare 1,90
- Involto 60
- Inumano 42
- Inzuccherare 29
- Inzuppare 4
- Ipoteca 49
- Ira 55
- Iride 55
- Isola 33
- Itterizia 82

## L
- Labbra 39
- Labirinto 42
- Ladro 66

## M
- mamma
- Maccheroni 25,52
- Macchia 72
- Madonna 8
- Maradona 10
- Morto 47
- Morto che parla 48
- Musica 55
- Moglie 11

## N
- Nacchere 3
- Natale 25
- Nano e nani 5
- Numero/Numeri 46

## O
- Obelisco 14
- Oboe 19
- Oca, giuoco 63
  - uccello 9
- Occhiali 53,80,83
  - del Papa 88

## P
- Pace 17,61

- Pane 30
  - Fresco 27
  - Bruciato 58

- Pazzo 22
- Padella 66
  - che frigge 81
- Padre 9,40
- Paura 90
- Pene (organo sessuale maschile) 29
- Prete 63
- Prigione 44
- Palle del Papa 88
- Prezzemolo 5
- Prostituta 78

## Q
- Quaderni 23
- Quadrato 4
- Quadri 40
- Quadro 55
  - di donna 78
  - di uomo 40
- Quaglia/e 27,44,80
- Quarzo 57
- Quattrini 18
- Quercia 16,81
- Querela 30
- Questore 3
- Questuare 17
- Questura 15
- Questurino 21
- Quinterno 15,25

## R
- Reverendo 62
- Rabarbaro 80
- Rabbia 8,38
- Risata 19
- Rosso 60

## S
- Sabbia 1,40,80
- Saccheggio 73
- Sangue 18
- Sedano 10
- Scala 43 (salirla) (scenderla)suicida

## T
- Topi 11
- Tabaccaio 15
- Tabarro 50
- Terremoto 23
- Tette 28
- Treno 4
- Testicoli di Sua Santità 88
- Telefono 41

## U
- Ubbidienza 65
- Ubriaco 14
- Uccelleria 23
- Uccello 36
  - in gabbia 7
  - che vola 87
- Uccidere 83
- Uccidersi 30
- Ucciso 76
- Udienza 79
- Ufficiale 56
  - di lavoro 9
  - funebre 45
- Ulcera 8
- Ulive 69
- Ulivo (albero) 81
- Umiliazione 39
- Ungere 59
- Unghie 62
- Uniforme 12
- Università 32
- Uomo 6
- Uomo di merda 71
- Uovo 2
- Uova 9,25,50,60
  - da bere 3
  - fresche 81
  - sode 53
  - in padella 75
  - rompere 57
  - sbattere 58
- Uragano 16
- Urlo 24
- Usciere 22
- Uscio 4
- Uscire 80
- Usignolo 17
- Utero 4
- Uva 20
  - bianca 32
  - nera 33
  - rossa 45
  - acerba 2
  - matura 6
  - fuori stagione 23
  - da tavola 86
  - da vino 11
  - passita 16
  - spina 5
  - sulla vite 64
  - in tavola 90
  - in ceste 19
  - in sacchetti 24
  - coglierla 18
  - mangiarla 39
  - comprarla 8
  - rubarla 55
  - offrirla 40
  - spedirla 60
  - pigiarla 84
  - buttarla 12
- spina 72
  - nera 23
  - passa 61

## V
- Vacanza 62
- Vacca 11
- Vagina 6
- Valigia 3
- Vecchio 76
- Volpe 77

## Z
- Zaffata 76
- Zafferano 2
- Zaffiro 14
- Zampa e zampe 46
- Zampillo 25
- Zampogna 81
- Zappa 10
- Zattera 2,39
- Zavorra 70
- Zazzera 22
- Zecca 36
- Zecchino 15
- Zerbino 70
- Zia 11
  - zio 51
- Zibibbo 44
- Zingara 22
  - zingaro 61
- Zizzania 9
- Zoccola vecchia 89
- Zoccolo e zoccoli 6
- Zodiaco 12,80
- Zolfo 11
- Zolla e zolle 21
- Zoppo 14
- Zucca 67
- Zucchero 69
- Zuffa 86
- Zuffolo 11
- Zuppa 77

## Spaghetti
- La smorfia